# Monatsschrift für Kriminologie und Strafrechtsreform
Die Monatsschrift für Kriminologie und Strafrechtsreform (Abkürzungstitel: MschrKrim) ist eine deutsche Fachzeitschrift des Verlags De Gruyter, welche das Verbrechen in seinem soziologischen, psychologischen und psychopathologischen Kontext betrachtet. Sie analysiert zudem angewandte Rechtsfolgen (Strafen und Maßnahmen) in ihren realen Auswirkungen auf die Gesellschaft und die Verurteilten.
Zum wissenschaftlichen Beirat gehören unter anderem Klaus Boers, Roland Hefendehl, Friedrich Lösel, Wolfgang Ludwig-Mayerhofer, Karl-Heinz Reuband und Klaus Sessar.

## Entwicklung
Die Ausgaben 1.1904/05, April(1905) bis 27.1936 sind unter dem Titel Monatsschrift für Kriminalpsychologie und Strafrechtsreform (bis 1935 im Verlag Winter, Heidelberg) erschienen. Gegründet wurde die Zeitschrift durch den Mediziner Gustav Aschaffenburg unter Mitarbeit der Juristen Franz von Liszt, Karl von Lilienthal und Oberlandesgerichtsrat Kloos. Sie orientierte sich an den Zielen einer Reform der Strafrechts, das von der vorherrschenden Vergeltung hin zur Prävention entwickelt werden sollte. Ziel der Zeitschrift war insbesondere, eine nicht-juristische, die Kriminalpsychologie, auf dem Gebiet der Strafrechtsreform zu etablieren und somit eine multidisziplinäre Ausrichtung der Kriminologie zu begründen. Zu den prominenten Herausgebern der Zeitschrift gehörten der Kriminologe und Strafrechtler Franz Exner, der Psychiater und Kriminalbiologe Johannes Lange und der Rechtswissenschaftler und Kriminologe Rudolf Sieverts.
Die Ausgaben 28.1937 bis 35.1944,6 sind unter dem Titel Monatsschrift für Kriminalbiologie und Strafrechtsreform: Organ der Kriminalbiologischen Gesellschaft (1936 bis 1944 im Verlag Lehmann, München, Berlin) erschienen. Der Biologismus des NS-Staates ersetzte Kriminalpsychologie durch die Kriminalbiologie, nach der in Anlehnungen an Cesare Lombroso Verbrecher geboren werden und nur erkannt werden müssen.
Nach dem Zweiten Weltkrieg erschien die Monatsschrift erstmals wieder mit der Ausgabe 36 im Oktober 1953 im Verlag Heymanns, Köln, der sie bis 2018 betreute. Die Ausrichtung ist nach wie vor die Aschaffenburgs, die Bandbreite ist gewachsen, so finden sich inzwischen Beiträge aus Rechtswissenschaft, Psychologie, Psychiatrie, Soziologie, Sozialpädagogik und Fürsorge. Seit 1953 waren immer mehrere Personen als Herausgeber tätig, dabei teilten sich zunächst jeweils ein Jurist und ein Mediziner die Aufgabe. Seit 1974 ergänzt der sozialwissenschaftliche Blick das jetzt dreiköpfige Team.
Die Mediziner waren Hans Gruhle (1953–1958), Hermann Stutte (1958–1981) und Helmut Remschmidt (seit 1983). Als Juristen  leiteten Rudolf Sieverts, Horst Schüler-Springorum und Hans-Jörg Albrecht die Zeitschrift. Und Stephan Quensel ist zwar selbst Jurist, bringt aber die sozialwissenschaftliche Sichtweise in die Herausgeberschaft ein, da er als Vertreter der Kritischen Kriminologie in den Sozialwissenschaften tätig ist.
Die Zeitschrift erscheint trotz ihres Namens sechsmal im Jahr, bis 1974 war die Erscheinungsweise noch seltener. Knapp die Hälfte der Beiträge sind wissenschaftliche Aufsätze, etwas mehr als die Hälfte decken Rezensionen neu erschienener Fachliteratur ab.
2018 übernahm De Gruyter die Zeitschrift vom Carl Heymanns Verlag.